# Monte Carlo-Alassio 1993
La Monte Carlo-Alassio 1993, già Nizza-Alassio, undicesima edizione della corsa, si svolse il 18 febbraio 1993 su un percorso di 185 km. La vittoria fu appannaggio dell'italiano Gianluca Bortolami, che completò il percorso in 4h09'06", precedendo il connazionale Michele Coppolillo e il tedesco Heinrich Trumheller.

## Ordine d'arrivo (Top 5)
| Pos. | Corridore           | Squadra             | Tempo    |
| ---- | ------------------- | ------------------- | -------- |
| 1    | Gianluca Bortolami  | Lampre-Polti        | 4h09'06" |
| 2    | Michele Coppolillo  | Navigare-Blue Storm | s.t.     |
| 3    | Heinrich Trumheller | Castorama           | a 12"    |
| 4    | Maurizio Fondriest  | Lampre-Polti        | a 22"    |
| 5    | Franco Ballerini    | GB-MG Boys          | s.t.     |